# Mehringen
Mehringen a fost o comună din landul Saxonia-Anhalt, Germania. Din 2008 face parte din Aschersleben.
1. 1 2  GeoNames